# Naulavaara
Naulavaara är en kulle i Finland. Den ligger i Sotkamo och landskapet Kajanaland, i den centrala delen av landet, 400 km norr om huvudstaden Helsingfors. Toppen på Naulavaara är 344 meter över havet.
Terrängen runt Naulavaara är huvudsakligen platt. Runt Naulavaara är det mycket glesbefolkat, med 3 invånare per kvadratkilometer. I omgivningarna runt Naulavaara växer i huvudsak barrskog.